# Choi Aei-young
Choi Ae-Yeong (coreano:최 애영) (25 de julho de 1959 - 14 de maio de 2008) foi basquetebolista sul-coreana que integrou a Seleção Sul-Coreana Feminina que conquistou a Medalha de Prata disputadas no XXIII Jogos Olímpicos de Verão realizados em 1984 na Cidade de Los Angeles, Estados Unidos.